# Loxosceles spinulosa
Loxosceles spinulosa är en spindelart som beskrevs av William Frederick Purcell 1904. Loxosceles spinulosa ingår i släktet Loxosceles och familjen Sicariidae. Inga underarter finns listade i Catalogue of Life.